# لويس أنطونيو إسكوبار (ملحن)
لويس أنطونيو إسكوبار (بالإسبانية: Luis Antonio Escobar) هو عالم موسيقى وملحن ودبلوماسي كولومبي، ولد في 14 يوليو 1925 في Villapinzón ‏ في كولومبيا، وتوفي في 11 سبتمبر 1993 في ميامي في الولايات المتحدة.

## وصلات خارجية
- لويس أنطونيو إسكوبار على موقع IMDb (الإنجليزية)